# Rolling Pin
Rolling Pin ist ein österreichisches Medienunternehmen mit gleichnamiger Zeitschrift, das 2003 in Graz gegründet wurde. Es richtet sich an Fachkräfte der Gastronomie und Hotellerie. Zudem veranstaltet das Unternehmen eine Foodmesse für Fachpublikum, die Rolling Pin Convention.

## Die Zeitschrift
Die gleichnamige Zeitschrift erscheint achtmal jährlich. Sie wird in Deutschland, Österreich, der Schweiz und in Südtirol vertrieben. Das Unternehmen gibt an, 2024 rund 117.000 Leser zu erreichen. Jede Ausgabe besteht aus redaktionellen Artikeln über Themen der Gastronomie und Hotellerie, Reportagen und Porträts über bekannte Personen der Branche, Tipps für Bewerber und Arbeitgeber sowie Stellenanzeigen. 
2021 wurde Rolling Pin von der Deutschen Fachpresse zur besten Fachzeitschrift des Jahres gewählt. Die Begründung der Jury: „Der mit Gründung im Jahr 2003 formulierte Anspruch, die Landschaft der Gastronomie- und Hotelleriemagazine zu revolutionieren, kann als erfüllt bezeichnet werden. Die opulente Bildsprache und die frischen Texte setzen neue Maßstäbe in der Fachkommunikation. Die Bandbreite journalistischer Darstellungsformen im Heft ist enorm und macht die Lektüre zu einem kurzweiligen und inspirierenden Lesevergnügen. Die persönlichen Porträts von Topstars der Branche sind erstklassig inszeniert und vermitteln eine unmittelbare Nähe“.

## Rolling Pin Convention
Das Unternehmen ist auch der Veranstalter der Rolling Pin Convention in Deutschland und Österreich. Bis 2023 fand die Deutschland-Convention in Berlin statt, ab Herbst 2024 soll der Veranstaltungsort Düsseldorf sein. In Österreich wird die zweitägige Foodmesse in der Grazer Stadthalle abgehalten.
Bei der Convention treten bekannte Köche vor einem Fachpublikum auf. Bisherige Gäste waren unter anderem Wolfgang Puck, Tim Mälzer, Ferran Adria, Ana Roš, Tim Raue, Virgilio Martinez, Heinz Reitbauer und Eckart Witzigmann. Neben den Sprechern auf den Veranstaltungsbühnen gibt es auch ein Ausstellungsareal, bei dem lokale Produzenten und Lieferanten dem Fachpublikum ihre Produkte vorstellen können. Auf jeder Convention zeichnet Rolling Pin die Fachkräfte mit einem Award aus, die Branchenangehörige und eine Jury im vergangenen Jahr mit ihrer Innovation und Kreativität überzeugt haben.
Seit 2005 veranstaltet Rolling Pin außerdem den Kochwettbewerb „Junge Wilde“ für Köche unter 30 Jahren. Der Gewinner erhält eine Coverstory im Rolling-Pin-Magazin und ein Praktikum bei einem Spitzenkoch.